# Kostel Saint-Thomas-du-Louvre
Kostel Saint-Thomas-du-Louvre (tj. svatého Tomáše z Louvru) je zaniklý farní kostel v Paříži zasvěcený svatému Tomáši Becketovi, který se nacházel poblíž paláce Louvre na pravém břehu řeky Seiny.

## Historie
Kostel Saint-Thomas-du-Louvre založil Robert I. z Dreux roku 1189 pro čtyři kanovníky k uctívání Tomáše z Canterbury. Založení kostela potvrdil v roce 1199 papež Inocenc III., který zdejší kolegiaturu stanovil pod ochranu Svatého stolce.
V sousedství se nacházel kostel Saint-Nicolas-du-Louvre založený v roce 1240. Kostel Saint-Thomas-du-Louvre byl zrušen v roce 1739 a obě farnosti byly sloučeny. V roce 1743 výnosem Ludvíka XV. vzniklo jedno společenství, které bylo zasvěceno svatému Ludvíkovi a vznikl nový kostel Saint-Louis-du-Louvre v ulici Rue Saint-Thomas-du-Louvre.
Kostel byl zbořen v roce 1811 kromě několika částí, které byly odstraněny v roce 1850. Na jeho místě se dnes nachází západní část pavilonu Denon muzea Louvre.